# Europese auto in 1894
Dit artikel geeft een overzicht van alle Europese personenwagens geproduceerd in 1894 door een significante autoconstructeur. De auto's staan alfabetisch gerangschikt per merk. Hier staan enkel Europese merken, ongeacht of ze eigendom zijn van een niet-Europees concern. Ook gaat het om constructeurs die algemeen bekend zijn met auto's die algemeen voor het publiek verkrijgbaar zijn. 
| Audibert & Lavirotte |                  | concern:                       | Onafhankelijk |
| Audibert & Lavirotte | divisie:         |                                |               |
| Audibert & Lavirotte | merk:            | Audibert & Lavirotte Frankrijk |               |
| Audibert & Lavirotte | model:           | ?                              |               |
| Audibert & Lavirotte | einde productie: | ?                              |               |
| Audibert & Lavirotte | productieaantal: | 1?                             |               |

| Benz |                  | concern:               | Onafhankelijk |
| Benz | divisie:         |                        |               |
| Benz | merk:            | Benz Duitsland         |               |
| Benz | model:           | Velo Comfortable/Ideal |               |
| Benz | einde productie: | 1902                   |               |
| Benz | productieaantal: | 380                    |               |

| Bernardi |                  | concern:        | Onafhankelijk |
| Bernardi | divisie:         |                 |               |
| Bernardi | merk:            | Bernardi Italië |               |
| Bernardi | model:           | 1894            |               |
| Bernardi | einde productie: | 1894            |               |
| Bernardi | productieaantal: | ?               |               |

| Daimler |                  | concern:          | Onafhankelijk |
| Daimler | divisie:         |                   |               |
| Daimler | merk:            | Daimler Duitsland |               |
| Daimler | model:           | Belt-Driven Car   |               |
| Daimler | einde productie: | 1899              |               |
| Daimler | productieaantal: | 150               |               |

| Peugeot |                  | concern:          | Onafhankelijk |
| Peugeot | divisie:         |                   |               |
| Peugeot | merk:            | Peugeot Frankrijk |               |
| Peugeot | model:           | 5                 |               |
| Peugeot | einde productie: | 1896              |               |
| Peugeot | productieaantal: | ?                 |               |

| Peugeot |                  | concern:          | Onafhankelijk |
| Peugeot | divisie:         |                   |               |
| Peugeot | merk:            | Peugeot Frankrijk |               |
| Peugeot | model:           | 6 7               |               |
| Peugeot | einde productie: | 1897              |               |
| Peugeot | productieaantal: | 32                |               |

| Peugeot |                  | concern:          | Onafhankelijk |
| Peugeot | divisie:         |                   |               |
| Peugeot | merk:            | Peugeot Frankrijk |               |
| Peugeot | model:           | 8                 |               |
| Peugeot | einde productie: | 1896              |               |
| Peugeot | productieaantal: | ?                 |               |

| Peugeot |                  | concern:          | Onafhankelijk |
| Peugeot | divisie:         |                   |               |
| Peugeot | merk:            | Peugeot Frankrijk |               |
| Peugeot | model:           | 9                 |               |
| Peugeot | einde productie: | 1897              |               |
| Peugeot | productieaantal: | 87                |               |

| Peugeot |                  | concern:          | Onafhankelijk |
| Peugeot | divisie:         |                   |               |
| Peugeot | merk:            | Peugeot Frankrijk |               |
| Peugeot | model:           | 10                |               |
| Peugeot | einde productie: | 1896              |               |
| Peugeot | productieaantal: | 3                 |               |